# ألبرت ألين (سياسي)
ألبرت ألين (بالإنجليزية: Ebenezer Allen) هو محامي وسياسي أمريكي، ولد في 8 أبريل 1804، وتوفي في 1863. حزبياً، نشط في الحزب الديمقراطي.